# Comuna Frumosu, Suceava
Frumosu este o comună în județul Suceava, Bucovina, România, formată din satele Deia, Dragoșa și Frumosu (reședința).

## Demografie
Componența etnică a comunei Frumosu
     Români (93,31%)
     Alte etnii (6,69%)
Componența confesională a comunei Frumosu
     Ortodocși (92,84%)
     Alte religii (0,34%)
     Necunoscută (6,82%)
Conform recensământului efectuat în 2021, populația comunei Frumosu se ridică la 2.931 de locuitori, în scădere față de recensământul anterior din 2011, când fuseseră înregistrați 3.220 de locuitori. Majoritatea locuitorilor sunt români (93,31%). Din punct de vedere confesional, majoritatea locuitorilor sunt ortodocși (92,84%), iar pentru 6,82% nu se cunoaște apartenența confesională.

## Politică și administrație
Comuna Frumosu este administrată de un primar și un consiliu local compus din 13 consilieri. Primarul, Constantin Buga[*], de la Partidul Național Liberal, este în funcție din 2016. Începând cu alegerile locale din 2024, consiliul local are următoarea componență pe partide politice:
|  | Partid                    | Consilieri | Componența Consiliului | Componența Consiliului | Componența Consiliului | Componența Consiliului | Componența Consiliului | Componența Consiliului | Componența Consiliului | Componența Consiliului | Componența Consiliului | Componența Consiliului | Componența Consiliului |
|  | ------------------------- | ---------- | ---------------------- | ---------------------- | ---------------------- | ---------------------- | ---------------------- | ---------------------- | ---------------------- | ---------------------- | ---------------------- | ---------------------- | ---------------------- |
|  | Partidul Național Liberal | 11         |                        |                        |                        |                        |                        |                        |                        |                        |                        |                        |                        |
|  | Partidul Social Democrat  | 2          |                        |                        |                        |                        |                        |                        |                        |                        |                        |                        |                        |

## Recensământul din 1930
Componența etnică a comunei Frumosu
     Români (91,17%)
     Germani (3,1%)
     Evrei (4,71%)
     Altă etnie (1,02%)
Componența confesională a comunei Frumosu
     Ortodocși (91,87%)
     Romano-catolici (2,84%)
     Mozaici (4,71%)
     Evanghelici\Luterani (0,54%)
     Greco-catolici (0,04%)
Conform recensământului efectuat în 1930, populația comunei Frumosu se ridica la 1.869 locuitori. Majoritatea locuitorilor erau români (91,17%), cu o minoritate de germani (3,10%) și una de evrei (4,71%). Alte persoane s-au declarat: ruteni (1 persoană), polonezi (2 persoane), ruși (6 persoane) și cehi\slovaci (1 persoană). Din punct de vedere confesional, majoritatea locuitorilor erau ortodocși (91,87%), dar existau și romano-catolici (2,84%), mozaici (4,71%), evanghelici\luterani (0,54%) și greco-catolici (0,04%).

## Personalități
- Simeon Cobilanschi (1842-1910) - preot ortodox și scriitor român